# 七星墩遗址 (池州市)
七星墩遗址，位于中国安徽省池州市贵池区清溪街道白沙社区。七星墩由孙家墩、叶家墩、泮家墩、王家墩、汪家墩以及月形墩、虎形墩共七个台地遗址组成，总占地面积2.51万平方米。该遗址为新石器时代晚期的村落遗址。七星墩遗址于1988年11月被列为贵池县县级文物保护单位，2012年7月被列入安徽省第六批省级文物保护单位。